# Machados
Machados este un oraș în Pernambuco (PE), Brazilia.